# Redondo
Redondo község és település Portugáliában, Évora kerületben. A település területe 369,51 négyzetkilométer.
Redondo lakossága 7031 fő volt a 2011-es adatok alapján. A településen a népsűrűség 19 fő/ négyzetkilométer. A település jelenlegi vezetője Alfredo Barroso.
A település napja minden év Húsvéthétfőjére esik.
A község a következő településeket foglalja magába, melyek:
- Brotas
- Cabeção
- Mora
- Pavia

## Fordítás
- Ez a szócikk részben vagy egészben  a   Redondo, Portugal című angol Wikipédia-szócikk ezen változatának fordításán alapul.  Az eredeti cikk szerkesztőit annak laptörténete sorolja fel. Ez a jelzés csupán a megfogalmazás eredetét és a szerzői jogokat jelzi, nem szolgál a cikkben szereplő információk forrásmegjelöléseként.